# Data Interchange Format
Data Interchange Format (.dif) ist ein Textdatei-Format, das benutzt wird, um einzelne Arbeitsblätter zwischen Tabellenkalkulationsprogrammen (OpenOffice.org Calc, Excel, Gnumeric, StarCalc, Lotus 1-2-3, FileMaker, dBase, Framework, Multiplan etc.) zu importieren/exportieren. Es ist auch unter dem Namen Navy DIF bekannt. Eine Einschränkung ist, dass das DIF-Format nicht mehrere Arbeitsblätter in einer Datei handhaben kann.

## Geschichte
DIF wurde in den frühen 1980ern von Software Arts, Inc. entwickelt (den Entwicklern des Visicalc-Programms). Die Spezifizierung war in vielen Versionen von Visicalc enthalten und wurde auch in der Zeitschrift Byte veröffentlicht. Bob Frankston entwickelte das Format mit Hilfe anderer, u. a. Mitch Kapor, der es mit seinem VisiPlot-Programm funktionsfähig machte. (Kapor gründete später Lotus und entwickelte Lotus 1-2-3.) Die Spezifikation wurde 1981 urheberrechtlich geschützt.
DIF war ein eingetragenes Warenzeichen von Software Arts Products Corporation (dem offiziellen Namen von Software Arts zu dieser Zeit).

## Syntax
Das DIF-Format speichert die Daten in einer ASCII-Textdatei, um zur Zeit seiner Entwicklung relevante Cross-Plattform-Probleme zu vermeiden. Moderne Tabellenkalkulationsprogramme wie etwa OpenOffice.org Calc und Gnumeric dagegen beherrschen unterschiedliche Zeichensätze für ihre Import-/Export-Funktionen. Eine DIF-Datei ist in zwei Bereiche unterteilt: Den Header und die Daten. Alles in einer DIF-Datei wird in Zwei- oder Drei-Zeilen-Abschnitten dargestellt. Header sind drei Zeilen lang, Daten zwei. Header-Abschnitte beginnen mit einem Text-Identifikator, der aus höchstens 31 Großbuchstaben besteht. Die folgende Zeile muss ein Ziffernpaar enthalten und die dritte muss ein quoted String sein. Daten-Abschnitte beginnen mit einem Ziffernpaar und die Textzeile ist ein quoted String oder ein Schlüsselwort.